# NGC 5706
NGC 5706 este o galaxie eliptică situată în constelația Boarul. A fost descoperită în 16 mai 1784 de către William Herschel.